# Cantone di Aulnay-sous-Bois-Sud
Il Cantone di Aulnay-sous-Bois-Sud era una divisione amministrativa dell'arrondissement di Le Raincy.
È stato soppresso a seguito della riforma complessiva dei cantoni del 2014, che è entrata in vigore con le elezioni dipartimentali del 2015.
Comprendeva solo parte del comune di Aulnay-sous-Bois.